# 유색법과 무색법
유색법과 무색법 즉 '유색법(有色法) · 무색법(無色法)의 쌍'은 다음의 분류, 그룹 또는 체계의 한 요소이다.
- 현대적인 용어로는 물질과 비물질(material and immaterial) 또는 유형과 무형(form and formless)을 뜻한다.[1][2]
- 명색(名色), 무참(無慚) · 무괴(無愧) 등과 같이 특정한 2가지 법을 가리키는 여러 가지 2법(二法)들 가운데 하나이다.[3][4] 특히, 《아비달마집이문족론》 제1권과 《삼장법수》에 이런 뜻의 여러 가지 2법(二法)들이 나열되어 있다.[5]
- 유위법 · 무위법, 유루법 · 무루법 등과 같이 일체법(一切法)을 특정한 기준에 따라 2가지로 분류한 여러 가지 2법(二法)들 가운데 하나이다. 특히, 《아비달마품류족론》 제5권에 이런 뜻의 여러 가지 2법(二法)들이 나열되어 있다.[6][7]
- 유색법(有色法) 즉 색법(色法) 즉 물질[色]은 그 성질에 따라 유견유대색(有見有對色) · 무견유대색(無見有對色) · 무견무대색(無見無對色)의 3색(三色)으로 구분된다. 특히 마지막의 무견무대색은 무표색 또는 법처소섭색을 가리키는 것으로 무표색은 부파불교의 설일체유부의 연기론인 업설(業說) 또는 업감연기와 깊은 관련이 있으며, 법처소섭색은 대승불교의 유식유가행파의 연기론인 아뢰야연기의 종자설과 깊은 관련이 있다.[8][9][10]

유색법과 무색법 즉 '유색법(有色法) · 무색법(無色法)의 쌍'은 여러 가지 2법(二法)들 가운데 하나로, 이 둘을 합하면 일체법이 된다. 하지만, 때로는 일체법에서 무위법을 제외한 유위법 전체에 대해 '유색법 · 무색법'의 구분을 적용하기도 한다.
유색법과 무색법을 통칭하여 유색무색법(有色無色法)이라고도 하며, 줄여서 유색무색(有色無色)이라고도 한다. 유색법(有色法)과 무색법(無色法)의 한자어 문자 그대로의 뜻은 색이 있는 법과 색이 없는 법이다.
유색법(有色法) 또는 유색(有色)에서 색(色)은 방소(方所) 즉 입체성 또는 형상(形象, form, shape)을 뜻하며, 따라서 문자 그대로의 뜻으로는 부피를 가져서 공간을 점유하는 법들을 의미한다. 즉, 유형(有形, having form) · 유형상(有形象, having shape) 또는 형상(形象, form, shape)을 말한다. 구체적으로는 4대종과 4대종의 소조색을 말한다. 즉, 안근 · 이근 · 비근 · 설근 · 신근의 5근(五根)과 색경 · 성경 · 향경 · 미경 · 촉경의 5경(五境)과 무표색 또는 법처소섭색을 말한다. 흔히 줄여서 색법(色法) 또는 색(色)이라고 한다. 현대적인 용어로는 물질(物質, material)을 의미한다.
무색법(無色法) 또는 무색(無色)은 유색법 · 유색의 반대 개념으로, 유색법 즉 색법 즉 물질인 아닌 모든 법을 말한다. 즉, 무형(無形, formless) · 무형상(無形象, shapeless) 또는 비물질(非物質, immaterial)을 말한다. 구체적으로는 방소(方所) 즉, 입체성 · 부피 또는 형상(形象, form, shape)이 없는 법을 말하는데, 일체법에 대해 적용할 경우 무색법은 심법 · 심소법 · 심불상응행법 · 무위법을 말한다. 일체의 유위법에 대해 적용할 경우, 무색법은 심법 · 심소법 · 심불상응행법을 말한다.

## 경론별 설명

### 아비달마품류족론
부파불교의 설일체유부의 논서 《아비달마품류족론》 제6권과 《아비달마대비바사론》 제75권에 따르면,
유색법(有色法)은 일체법을 이루는 12처(十二處) 가운데 10처와 '1처의 일부[少分]'를 통칭한다. 즉, 안처(眼處) · 이처(耳處) · 비처(鼻處) · 설처(舌處) · 신처(身處)의 5근처(五根處)와 색처(色處) · 성처(聲處) · 향처(香處) · 미처(味處) · 촉처(觸處)의 5경처(五境處)의 10처 즉 10색처(十色處)와 법처(法處)의 일부를 이루는 무표색(無表色)을 통칭한다. 즉 색법(色法)을 말한다.
무색법(無色法)은 일체법을 이루는 12처(十二處) 가운데 1처와 '1처의 일부[少分]'를 통칭한다. 즉, 의처(意處)와 '무표색(無表色)을 제외한 법처(法處)의 일부'를 통칭한다. 여기서, '무표색(無表色)을 제외한 법처(法處)의 일부'는 유위법에 대해 적용할 경우 심소법과 심불상응행법이 되고, 일체법에 대해 적용할 경우 심소법 · 심불상응행법 · 무위법이 된다.

### 유가사지론
대승불교의 유식유가행파의 논서 《유가사지론》 제100권에 따르면,
유색법(有色法)은 방소(方所) 즉 방위(方位)를 근거[據] 또는 의지처로 하는 법이다. 즉, 유색법은 부피가 있어서 공간을 점유하는 법이다.
무색법(無色法)은 방소(方所) 즉 방위(方位)를 근거[據] 또는 의지처로 하지 않는 법이다.

## 같이 보기
- 유색법과 무색법
- 유견법과 무견법
- 유대법과 무대법
- 색 (불교)
- 3종색: 유견유대색 · 무견유대색 · 무견무대색
- 7식주
- 색계와 무색계

## 참고 문헌
- 곽철환 (2003). 《시공 불교사전》. 시공사 / 네이버 지식백과. |title=에 외부 링크가 있음 (도움말)
- 세우 지음, 현장 한역, 송성수 번역 (K.949, T.1542). 《아비달마품류족론》. 한글대장경 검색시스템 - 전자불전연구소 / 동국역경원. K.949(25-149), T.1542(26-692). |title=에 외부 링크가 있음 (도움말)
- 승가제바(僧伽提婆) 한역. 《중아함경》. 한글대장경 검색시스템 - 전자불전연구소 / 동국역경원. |title=에 외부 링크가 있음 (도움말)
- 운허.  동국역경원 편집, 편집. 《불교 사전》. |title=에 외부 링크가 있음 (도움말)
- (영어) DDB. 《Digital Dictionary of Buddhism (電子佛教辭典)》. Edited by A. Charles Muller. |title=에 외부 링크가 있음 (도움말)
- (중국어) 佛門網. 《佛學辭典(불학사전)》. |title=에 외부 링크가 있음 (도움말)
- (중국어) 星雲. 《佛光大辭典(불광대사전)》 3판. |title=에 외부 링크가 있음 (도움말)
- (중국어) 세우 조, 현장 한역 (T.1542). 《아비달마품류족론(阿毘達磨品類足論)》. 대정신수대장경. T26, No. 1542, CBETA. |title=에 외부 링크가 있음 (도움말)
- (중국어) 승가제바(僧伽提婆) 한역 (T.26). 《중아함경(中阿含經)》. 대정신수대장경. T1, No. 26, CBETA. |title=에 외부 링크가 있음 (도움말)